# Eupithecia ericeata
Eupithecia ericeata là một loài bướm đêm trong họ Geometridae.